# Mountolive

El puerto de Alejandría en 1937

Mountolive, publicada en 1958, es el tercer volumen de la serie El cuarteto de Alejandría del autor británico Lawrence Durrell. Ubicadas en Alejandría, Egipto, alrededor de la Segunda Guerra Mundial, las cuatro novelas cuentan esencialmente la misma historia desde diferentes puntos de vista y llegan a una conclusión en Clea. Mountolive es la única narrada en tercera persona de la serie, y también es la más abiertamente política.

## Argumento y personajes
Según el biógrafo Ian MacNiven, Lawrence Durrell consideraba a Mountolive como el clavo que mantiene unida toda la estructura del Cuarteto. Y Durrell le dio al personaje de David Mountolive, el embajador británico, detalles de su propia vida: "Mountolive había nacido en la India, la había dejado a la edad de once años, había tenido una aventura con un bailarín yugoslavo. Mountolive no había vuelto a ver a su padre después de irse de la India, y este se unió a su propio mito de abandono, un mito en el que llegó a creer absolutamente, que no había visto a su padre después de venir a Inglaterra".
Las tensiones de la novela comienzan con el joven David Mountolive en la finca Hosnani, donde comienza un romance con Leila Hosnani, madre de Nessim y Narouz. Esto nos lleva a un recuerdo de la maduración de Mountolive y de su carrera como diplomático, una carrera que con el tiempo lo devuelve a Egipto, hasta la actualidad de la serie de novelas, momento en el que Mountolive vuelve a contextualizar los materiales que aparecieron anteriormente en Justine y Balthazar. Mountolive retiene a Pursewarden como su principal asesor político. Mountolive luego introduce una trama de intrigas coptas en apoyo del sionismo. Esta parte ha sido criticada como poco realista, pero más recientemente, los académicos han demostrado los antecedentes políticos y bien informados de las nociones de Durrell.
Pursewarden se suicida; Nessim tiene que actuar para frenar su hermano Narouz, cuya retórica subversiva se ha vuelto peligrosamente extravagante.
La novela termina con la intriga copta de Narouz. El Pasha fingió falsamente creer que él es el Hosnani en los documentos incriminatorios para que pueda seguir recibiendo sobornos de Nessim. Mountolive, mientras tanto, se prepara para darle la espalda a Egipto, totalmente desilusionado.

## Recepción
Durrell había enviado pruebas de Mountolive a algunas personas cuyas opiniones valoraba. Richard Aldington elogió la larga carta de Pursewarden a Mountolive (V), y el luto de las mujeres coptas. Henry Miller admiró la descripción de la matanza de los camellos (V), y Gerald Sykes, el novelista y crítico de The New York Times, encontró la campaña de pesca de peces (I) "de la mejor manera [de Durrell]".
Las primeras revisiones, después de la fecha de publicación del 10 de octubre de 1958, contenían contradicciones. El TLS lo llamó "posiblemente el más significativo de la serie". Pamela Hansford Johnson en New Statesman elogió el estilo, pero criticó la ausencia de un "centro moral e intelectual". The Times elogió las imágenes y el "pensamiento penetrante", pero juzgó que la novela era la más débil de la serie hasta la fecha. En noviembre de 1958, Mountolive fue una selección del Libro Americano del Mes, una selección que garantizaría a Durrell 20.000 dólares.
Acabada la publicación del Cuarteto de Alejandría, en 1962 Durrell fue nominado al Premio Nobel, en una lista restringida compuesta por John Steinbeck, que resultó ganador, Robert Graves, el dramaturgo francés Jean Anouilh y la autora danesa Karen Blixen.